# Kocborowo (Starogard Gdański)
Kocborowo (niem. Konradstein, Conradstein) – część miasta Starogard Gdański, położona w jego północnej części. Znane głównie z Wojewódzkiego Szpitala dla Psychicznie Chorych „Kocborowo“ (założonego w 1897 r. jako Provinzial-Irrenanstalt Konradstein), znajdującego się przy głównej drodze w kierunku Skarszew (przy ulicy Skarszewskiej).

## Historia
Kocborowo zostało wymienione po raz pierwszy w aktach wizytacji z 1534 roku. Przez szereg lat nie było w nim samodzielnych gospodarstw chłopskich, a jedynie szlachecki folwark o wielkości 4 łanów. W 1648 jego właścicielem był Borowski, w 1682 Ostromecki, a w 1772 Jakub Owidzki. W chwili zajęcia Prus Królewskich w 1772 przez Prusy, Kocborowo zamieszkiwane było przez 29 osób.
W 1843 Kocborowo zajmowało powierzchnię 72 ha i liczyło 6 budynków mieszkalnych i 10 zabudowań gospodarczych. W 1867 było liczone z folwarczkiem Św. Jan i wspólnie zajmowały 152 ha z 5 budynkami mieszkalnymi. W 1872 folwark należał do landrata starogardzkiego von Neefe.
7 kwietnia 1893 roku sejmik zachodniopruski podjął decyzję o budowie na terenie Kocborowa zakładu psychiatrycznego, który mógł pomieścić 1000 pacjentów. Działalność rozpoczął w 1895 roku. W II Rzeczypospolitej placówka pod nazwą Krajowy Zakład Psychiatryczny w Kocborowie podlegała Starostwu Krajowemu Pomorskiemu w Toruniu. W kwietniu 1929 zakład mógł pomieścić 1600 pacjentów. Opiekę nad pensjonariuszami sprawowało 10 lekarzy, 243 pielęgniarzy oraz 112 pracowników administracyjnych i gospodarczych.
1 grudnia 1905 Kocborowo stanowiło obszar dworski zamieszkały przez 1499 osób. Właściwy miejscowo urząd stanu cywilnego znajdował się na miejscu. Struktura wyznaniowa mieszkańców prezentowała się następująco: katolików – 572, ewangelików – 865, pozostałych chrześcijan – 11, żydów – 51.

## Etymologia
Nazwa miejscowości to nazwa dzierżawcza z formantem -owo utworzona od nazwy osobowej *Kocbor lub *Kucbor, pochodzącej od imienia Chociebor lub Kociebor. 